# Жан Виктор Одуен
Жан Виктор Одуен (фр. Jean Victor Audouin; Париз, 24. април 1797 — Париз, 9. новембар 1841) — био је француски натуралиста, орнитолог и ентомолог и малаколог.

## Биографија
Одуен је студирао медицину 1824. године постао је асистент ентомолог у Природњачком музеју у Паризу. Године 1833. постао је професор ентомологије, а 1838. постао је члан Француске академије наука у Паризу.
Најзначајнији рад Одуена је Историја инсеката - штеточине грожђа (фр. Histoire des insectes nuisibles à la vigne) је завршена и објављена после његове смрти 1842. Већина његових радова објављено је у часопису Annales des sciences naturelles, коју је основао 1824. године заједно са ботаничаром Адолфом Теодором (1801-1876) и хемичаром Думасом Жан Батистом (1800—1884). Такође, многи чланови су се појавили у часопису Annales de la Société entomologique de Franc.